# Martin-Luther-Kirche (Dresden)

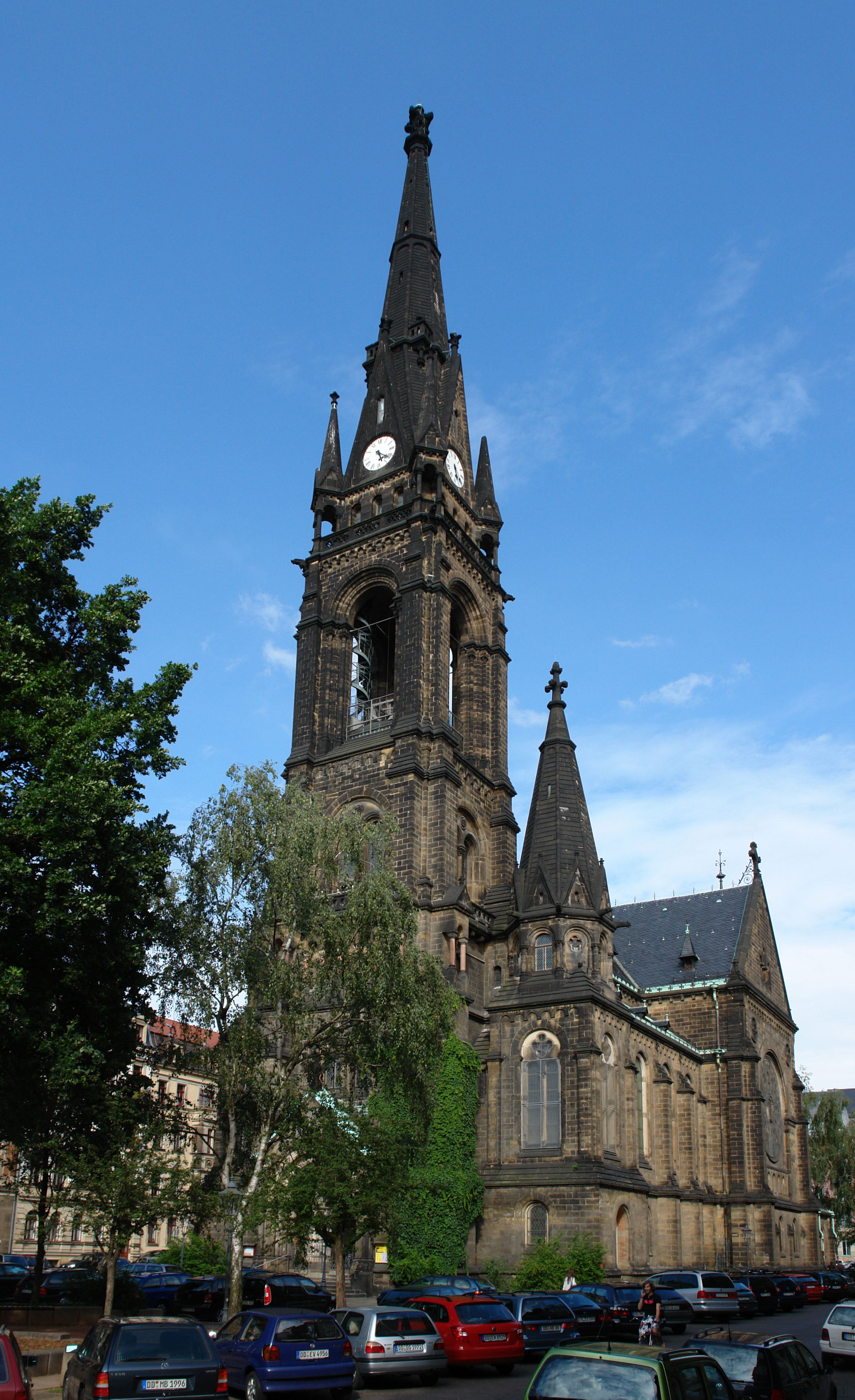
Martin-Luther-Kirche

Die Martin-Luther-Kirche in der Dresdner Neustadt ist eine im späten 19. Jahrhundert gebaute Kirche. Sie steht auf dem ab 1879 errichteten Martin-Luther-Platz inmitten zahlreicher Gründerzeithäuser.

## Beschreibung

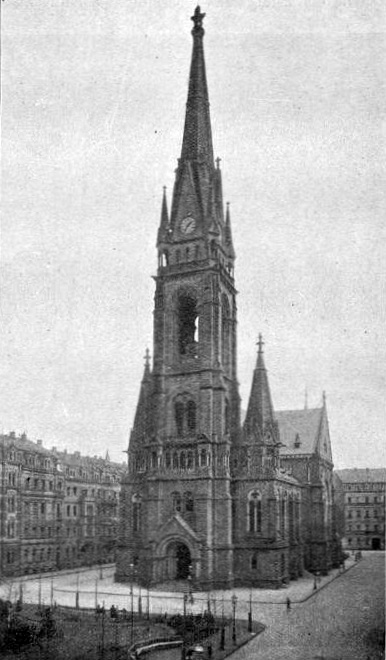
Die Kirche um 1900

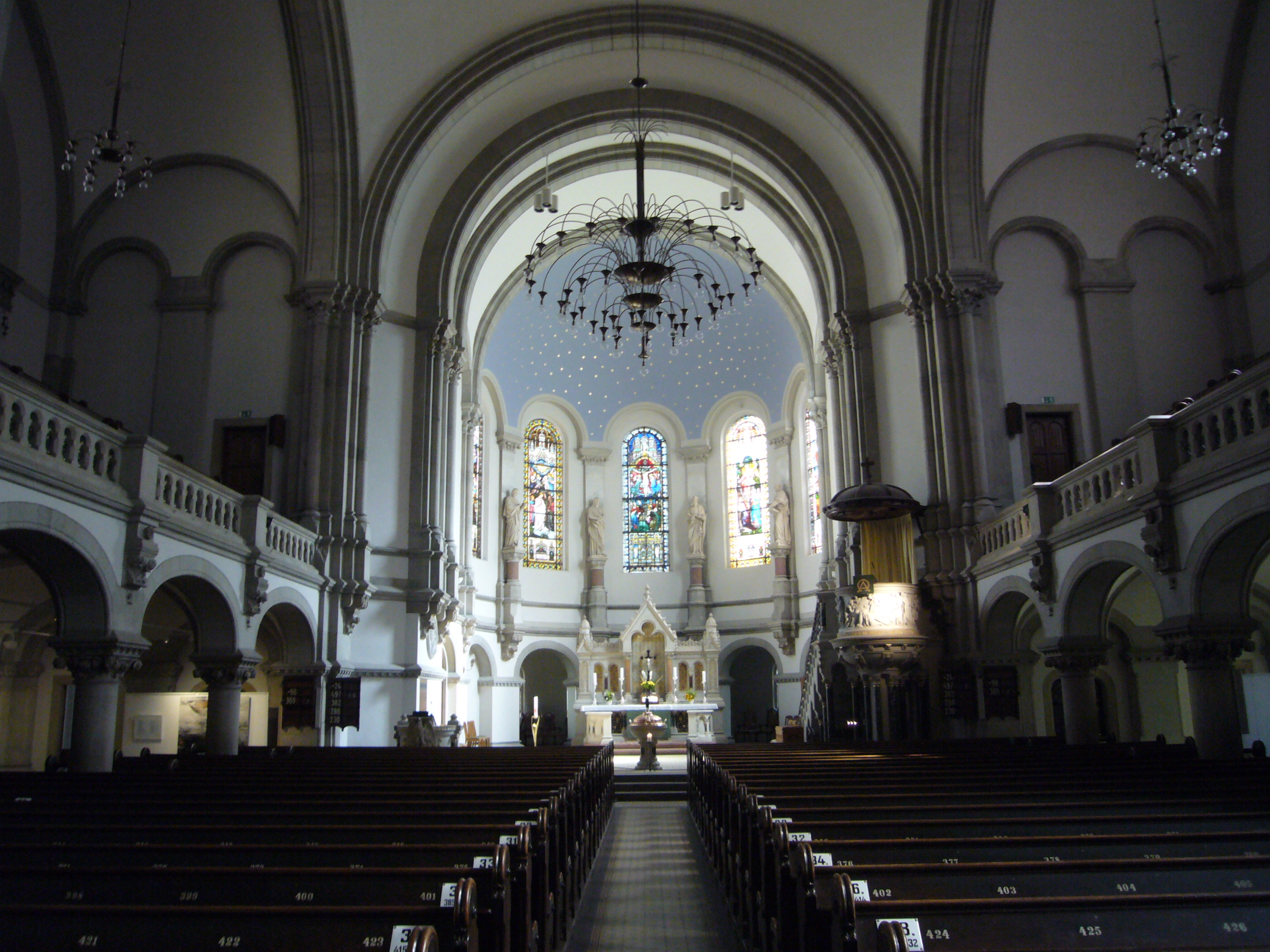
Inneres der Kirche mit Blick auf die Apsis

Der Sandsteinbau wurde von Ernst Giese und Paul Weidner zwischen 1883 und 1887 errichtet. Die Architektur entspricht den Stilmitteln des Historismus, dabei wurden neoromanische Stilelemente wie der Rundbogen mit neogotischen Proportionen wie etwa beim Turmhelm des Westturms kombiniert. Die Kirche ist 54 Meter lang, 27 Meter breit und hat eine Turmhöhe von 81 Metern. 2016 wurde der Turm für ca.  1,7 Mio. € komplett saniert, die Arbeiten wurden im Juni 2017 abgeschlossen.
Der neoromanische Innenraum ist mit seinen circa 1400 Sitzplätzen in drei Schiffe untergliedert und hat einen anschließenden Chor. Dominierend ist das Querschiff mit zwei großen seitlichen Rundfenstern. Der Westturm hat einen neogotischen Turmabschluss.
Da die Kirche im Zweiten Weltkrieg nur geringfügig beschädigt wurde, ist das Innere weitgehend erhalten. Die Bleiglasfenster wurden unter anderem von Anton Dietrich und Bruno Carl Urban entworfen und ausgeführt.
Die Turmuhr der Martin-Luther-Kirche wurde 1886 bei der Turmuhrenfabrik Bernhard Zachariä in Auftrag gegeben.
Die Kirchgemeinde der Martin-Luther-Kirche wurde 1887 aus der zu großen Dreikönigskirchgemeinde heraus gebildet und ist seit 1999 mit dieser und zwei weiteren Gemeinden im Kirchspiel Dresden-Neustadt vereint.

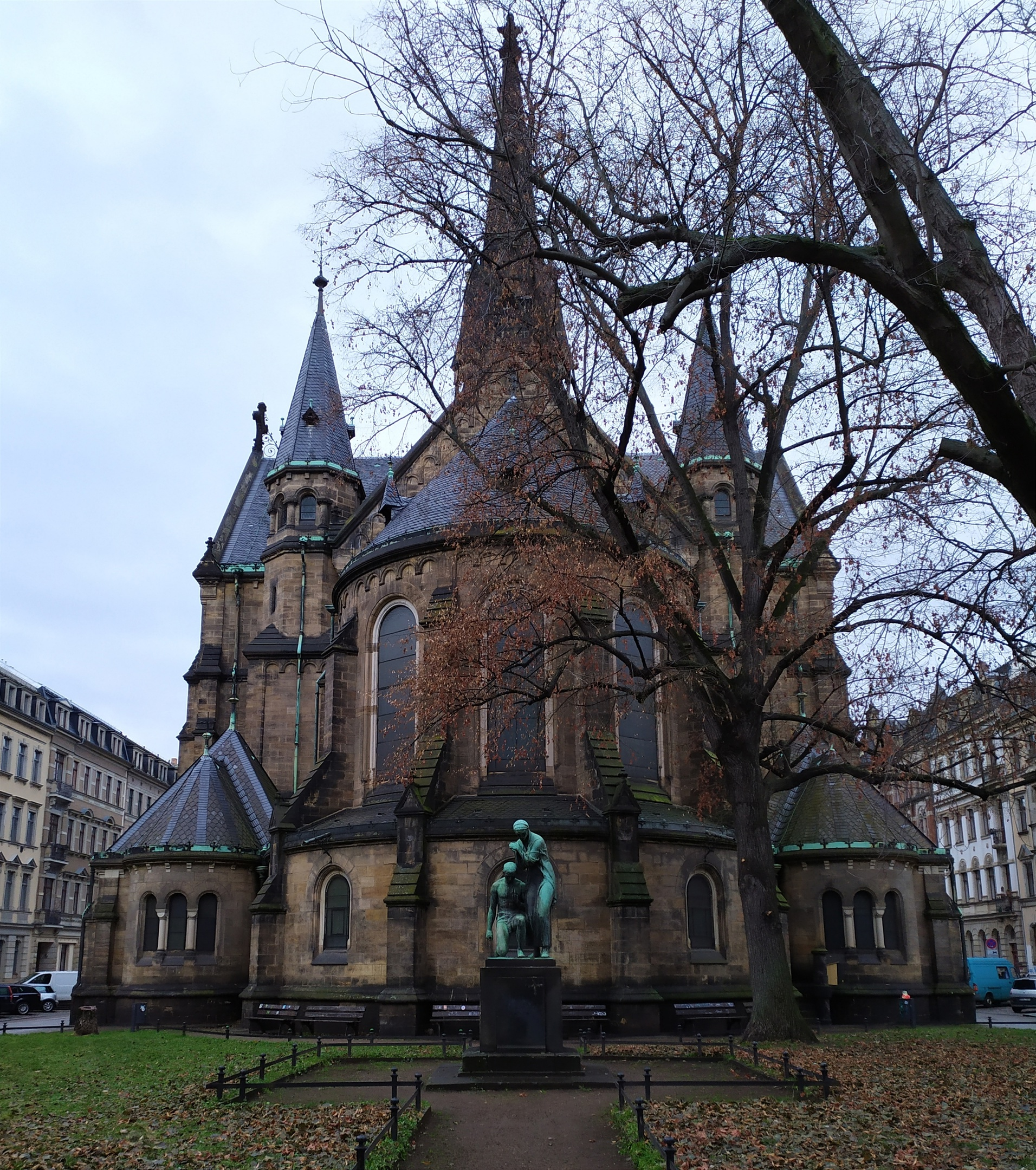
Rückseite

## Orgel

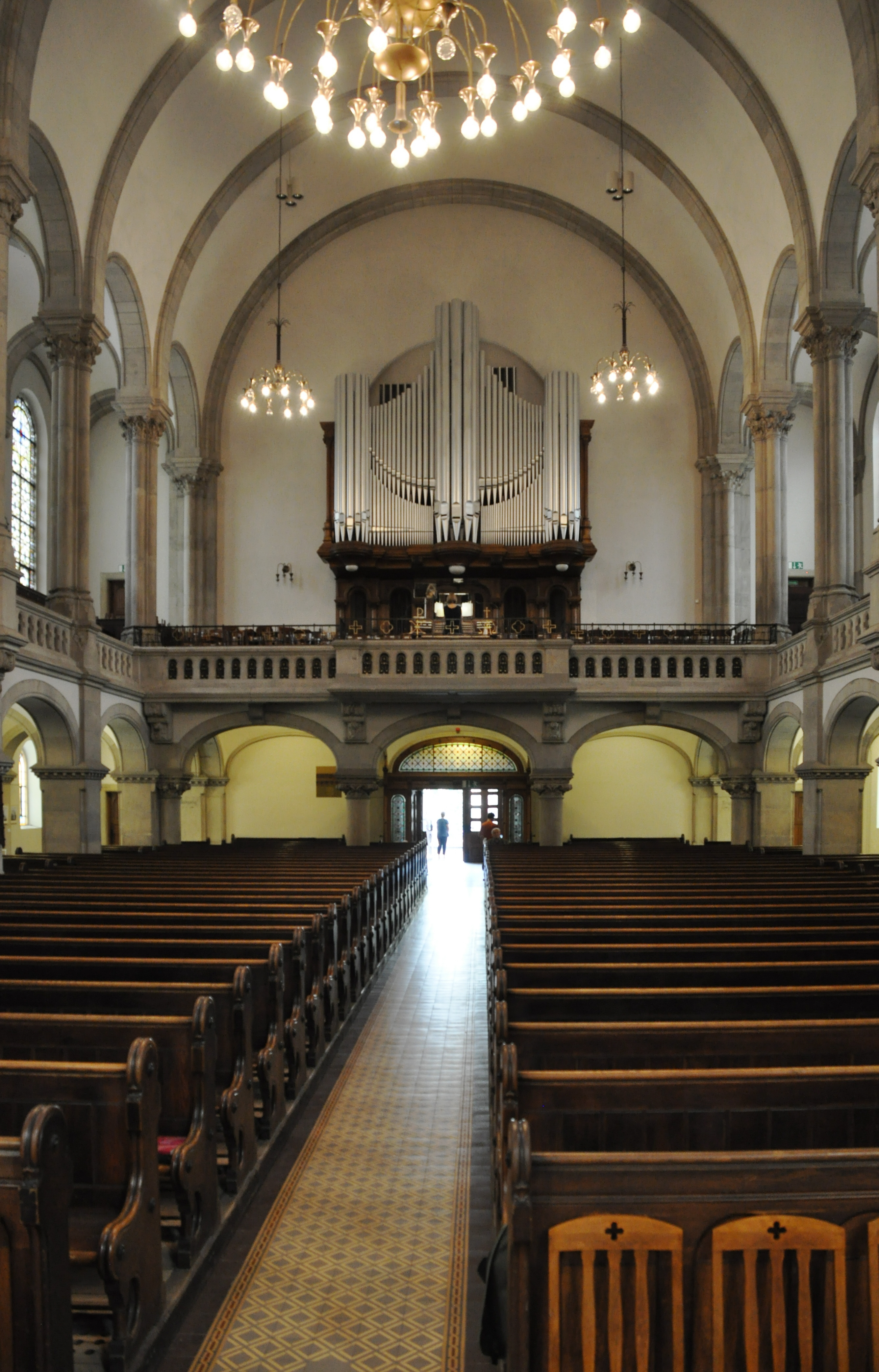
Blick zur Orgel

Die Orgel wurde 1887 von dem Orgelbauer Carl Eduard Jehmlich erbaut. Das mechanische Schleifladen-Instrument hatte zunächst 33 Register auf zwei Manualen und Pedal. 1902 wurde hinter dem Oberwerk das Schwellwerk hinzugefügt (Kegellade, pneumatische Trakturen). 1937 wurde die Orgel mit elektrischen Trakturen ausgestattet und erneut erweitert, wobei auch der ursprüngliche Prospekt durch einen Freipfeifenprospekt ersetzt wurde. Das Instrument hat heute 60 Register auf drei Manualen und Pedal. Die Trakturen sind elektrisch. Es ist heute mit einer 30.000-fachen Setzeranlage und einer Crescendowalze ausgestattet.
| I Hauptwerk C–a3 |                |        |
| 1.               | Prinzipal      | 16′    |
| 2.               | Prinzipal      | 8′     |
| 3.               | Viola di Gamba | 8′     |
| 4.               | Gemshorn       | 8′     |
| 5.               | Rohrflöte      | 8′     |
| 6.               | Oktave         | 4′     |
| 7.               | Spitzflöte     | 4′     |
| 8.               | Quinte         | 2⁄2′   |
| 9.               | Oktave         | 2′     |
| 10.              | Terz           | 1 3⁄5′ |
| 11.              | Mixtur IV      | 2′     |
| 12.              | Cymbel III     | 1′     |
| 13.              | Fagott         | 16′    |
| 14.              | Trompete       | 8′     |
| 15.              | Helle Trompete | 4′     |

| II Oberwerk C–a3 |              |        |
| 16.              | Quintatön    | 16′    |
| 17.              | Prinzipal    | 8′     |
| 18.              | Quintatön    | 8′     |
| 19.              | Gedackt      | 8′     |
| 20.              | Oktave       | 4′     |
| 21.              | Rohrflöte    | 4′     |
| 22.              | Nasard       | 2 ⁄3′  |
| 23.              | Oktävlein    | 2′     |
| 24.              | Terz         | 1 3⁄5′ |
| 25.              | Quinte       | 1 ⁄3′  |
| 26.              | Sifflöte     | 1′     |
| 27.              | Scharf IV    | 1′     |
| 28.              | Vox humana   | 8′     |
| 29.              | Cembaloregal | 4′     |
|                  | Tremulant    |        |

| III Schwellwerk C–a3 |                 |       |
| 30.                  | Gedackt         | 16′   |
| 31.                  | Geigenprinzipal | 8′    |
| 32.                  | Gedackt         | 8′    |
| 33.                  | Salicional      | 8′    |
| 34.                  | Doppelflöte     | 8′    |
| 35.                  | Oktave          | 4′    |
| 36.                  | Hohlflöte       | 4′    |
| 37.                  | Quinte          | 2 ⁄3′ |
| 38.                  | Oktave          | 2′    |
| 39.                  | Waldflöte       | 2′    |
| 40.                  | Oberton III     |       |
| 41.                  | Mixtur IV-V     |       |
| 42.                  | Dulcian         | 16′   |
| 43.                  | Oboe            | 8′    |
| 44.                  | Schalmey        | 4     |
|                      | Tremulant       |       |

| Pedal C–f1 |                  |         |
| 45.        | Prinzipalbass    | 16′     |
| 46.        | Subbass          | 16′     |
| 47.        | Zartbass         | 16′     |
| 48.        | Quintbass        | 10 2⁄3′ |
| 49.        | Oktavbass        | 8′      |
| 50.        | Geigenprinzipal  | 8′      |
| 51.        | Cello            | 8′      |
| 52.        | Flötenbass       | 8′      |
| 53.        | Oktavbass        | 4′      |
| 54.        | Rohrgedackt      | 4′      |
| 55.        | Nachthorn        | 2′      |
| 56.        | Bassaliquote III |         |
| 57.        | Posaune          | 16′     |
| 58.        | Trompete         | 8′      |
| 59.        | Clarine          | 4′      |
| 60.        | Singend Cornett  | 2′      |
|            | Tremulant        |         |

- Koppeln: II/I, III/I, III/II, I/P, II/P, III/P; II/II und III/III jeweils als Sub- und Superoktavkoppeln

## Glocken
Nach dem Ersten Weltkrieg schaffte sich die Kirchgemeinde im Jahr 1920 von der Glockengießerei Gebrüder Ulrich ein dreistimmiges H-Dur-Geläut mit den Schlagtönen h–dis′–fis′ an.
Wegen des Erlasses zur Ablieferungspflicht von Bronzeglocken laut der Anordnung zur Durchführung des Vierjahresplans über die Erfassung von Nichteisenmetallen im Zweiten Weltkrieg mussten die große h- und die mittelgroße dis′-Glocke zur Sicherung der Metallreserven den Turm verlassen. Sie kehrten nach Kriegsende nicht wieder zurück; sie waren höchstwahrscheinlich eingeschmolzen worden.
Mit der verbliebenen bronzenen fis′-Glocke bilden die zwei als Ersatz beschafften Eisenhartgussglocken aus der Gießerei Schilling & Lattermann mit den Schlagtönen d′ und a′ einen D-Dur-Dreiklang d′–fis′–a′. Alle drei läuten an gekröpften Stahljochen in einem Stahlglockenstuhl.